# Alexandre-Edmond Becquerel

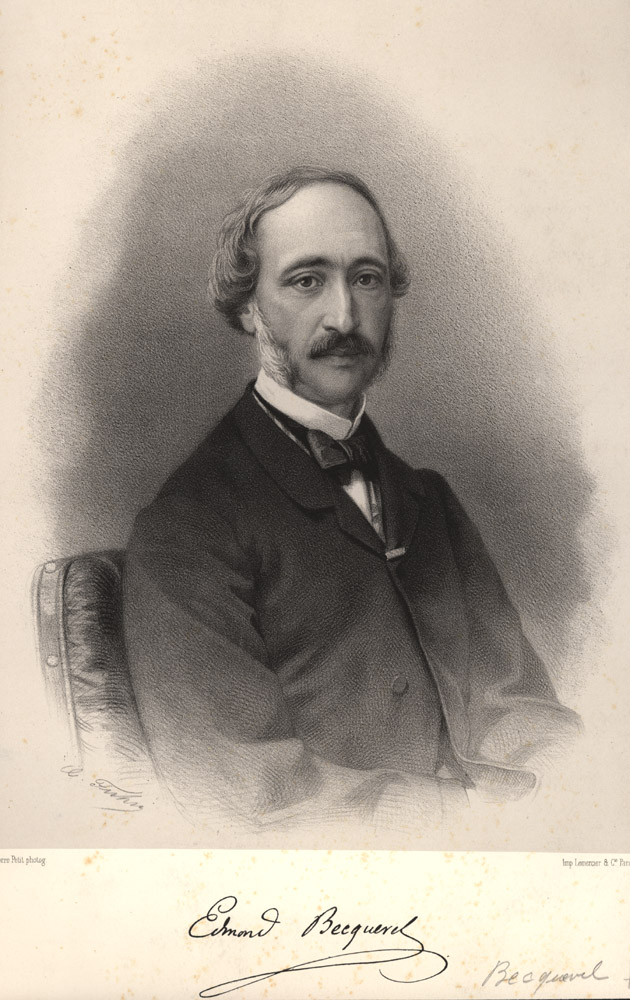
Alexandre-Edmond Becquerel

Alexandre-Edmond Becquerel (n. 24 martie 1820, Paris, Île-de-France, Franța – d. 11 mai 1891, Paris, Franța)  a fost un fizician francez, care a studiat spectrul solar, magnetismul, electricitatea și optica.
Este cunoscut pentru lucrările sale în domeniul fosforescenței și luminescenței.
A fost fiul fizicianului Antoine Cesar Becquerel și tatăl fizicianului Antoine Henri Becquerel.